# (400065) 2006 SR116
(400065) 2006 SR116 es un asteroide perteneciente al cinturón de asteroides, descubierto el 24 de septiembre de 2006 por el equipo del Spacewatch desde el Observatorio Nacional de Kitt Peak, Arizona, Estados Unidos.

## Designación y nombre
Designado provisionalmente como 2006 SR116.

## Características orbitales
2006 SR116 está situado a una distancia media del Sol de 2,668 ua, pudiendo alejarse hasta 2,920 ua y acercarse hasta 2,416 ua. Su excentricidad es 0,094 y la inclinación orbital 7,259 grados. Emplea 1592,45 días en completar una órbita alrededor del Sol.

## Características físicas
La magnitud absoluta de 2006 SR116 es 17,4.